# Trnávka, Pardubice
Trnávka là một làng thuộc huyện Pardubice, vùng Pardubický, Cộng hòa Séc.